# Musculus rectus capitis posterior minor
Musculus rectus capitis posterior minor er en lille vifteformet muskel med svag mekanisk funktion. Den forløber imellem C01 (Atlas) og kraniebunden og trækker disse mod hinanden ganske lidt, hvilket giver en strækkende bevægelse i det øvre nakkeled.

## Referrencer
1. ↑  Bojsen-Møller, Finn (2014). Bevægeapparatets Anatomi (13 udgave). Munksgaard. ISBN 978-87-628-0900-0.